# ダビド・トーレス
ダビド・トーレス・オルティス（David Torres Ortiz、2003年3月5日 - ）は、スペイン・カスティーリャ・イ・レオン州バリャドリッド出身のサッカー選手。レアル・バリャドリード所属。ポジションはDF。

## クラブ経歴
カスティーリャ・イ・レオン州のバリャドリッドに生まれ、レアル・バリャドリードのカンテラで育成された。2021-22シーズンからBチームでプレーし始め、2022年11月12日、コパ・デル・レイ1回戦のUDバルバダス戦にてトップチームデビューを果たした。
2023年7月27日、クラブとの2026年まで延長するとともにセグンダ・ディビシオンへと降格してしまったトップチームへの昇格が正式に決定した。

## 人物
父親はレアル・マドリードのカンテラを経て1990年代にレアル・バリャドリードで活躍したサッカー選手のハビ・トーレス。